# Myarc Geneve 9640
Myarc Geneve 9640 (Geneve 9640) је био кућни рачунар фирме Myarc који је почео да се производи у Сједињеним Америчким Државама од 1987. године.
Користио је Texas Instruments TMS9995 као микропроцесор. RAM меморија рачунара је имала капацитет од 512 KB RAM (прошириво до 2mb) + 32 KB процесор RAM (прошириво до 64K).
Као оперативни систем кориштен је MDOS (као MS-DOS).

## Детаљни подаци
Детаљнији подаци о рачунару Geneve 9640 су дати у табели испод.
|                       |                                                                 |
| [ 1 ]                 |                                                                 |
| Произвођач            |                                                                 |
| Тип                   | кућни рачунар                                                   |
| Меморија              | 512 RAM (прошириво до 2mb) + 32 процесор RAM (прошириво до 64K) |
| Поријекло             | Сједињене Америчке Државе                                       |
| Година                | 1987                                                            |
| Тастатура             |                                                                 |
| Процесор              |                                                                 |
| Фреквенција процесора | 12                                                              |
| RAM                   | 512 RAM (прошириво до 2mb) + 32 процесор RAM (прошириво до 64K) |
| ROM                   |                                                                 |
| Текст                 | 80 стубова                                                      |
| Графика               | 256 x 424 (256 боја), 512 x 424 (16 боја)                       |
| Боја                  | 512                                                             |
| Звук                  | SN76496 звучни процесор                                         |
| Димензије             | 165 (ширина) x 85 (висина) x 22 (дубина)                        |
| Портови               |                                                                 |
| Оперативни систем     | (као                                                            |